# Mia Jerkov
Mia Jerkov (Cattolica, 5 dicembre 1982) è una pallavolista croata.
Gioca nel ruolo di schiacciatrice e opposto nel Beşiktaş.

## Carriera
Mia Jerkov, figlia di Željko Jerkov, cestista jugoslavo campione olimpico nel 1980, inizia a giocare a pallavolo in giovane età e partecipa a diversi campionati croati, entrando a far parte dal 2000 della nazionale. Nel 2001 si trasferisce per motivi di studio negli Stati Uniti entrando a far parte della squadre universitaria della UC Berkeley.
Nel 2004 si trasferisce in Russia nell'Uraločka, mentre nella stagione 2005-06 è in Italia col Forlì. La stagione 2006-07 viene ingaggiata dal Vicenza ma nel gennaio 2007 ritorna a Forlì.
Al termine della stagione e per tutto il 2008 lascia la pallavolo per completare gli studi negli Stati Uniti: ritorna sui campi da gioco a metà della stagione 2008-09 col Brunelli, in serie A2; con la nazionale nel 2009 vince la medaglia di bronzo ai XVI Giochi del Mediterraneo. Nella stagione 2009-10 è al River di Piacenza.
Nella stagione 2010-11 viene ingaggiata dalla squadra sudcoreana delle Pink Spiders, dove resta due annate. Nel campionato 2012-13 passa al club turco del Bursa BB, dove resta per due annate.
Nella stagione 2014-15 si trasferisce in Giappone, vestendo la maglia delle Denso Airybees per due campionati, mentre nella stagione 2016-17 ritorna nella massima divisione turca col Çanakkale. Per il campionato 2017-18 si accasa al Fenerbahçe e nel campionato seguente al Beşiktaş, sempre in Sultanlar Ligi.

## Palmarès

### Nazionale (competizioni minori)
- Giochi del Mediterraneo 2009

### Premi individuali
- 2015 - V.Premier League: Miglior realizzatrice